# ウィズネイルと僕
『ウィズネイルと僕』（Withnail and I）は、1987年製作のイギリス映画である。

## 概要
ブルース・ロビンソン監督自身による脚本は、彼の半自伝的な要素を多分に含んでおり、彼自身が生きた1960年代の終わりの雰囲気が濃密に描かれている。登場するキャラクターは、全て実在の人物をベースにしている。
脚本のオリジナルは小説で、1969年にロビンソンが映画のラストのウィズネイル同様、置いてけぼりにされて一人になった寂しさを糧に書き上げられたもの。また、「僕」がモンティに襲われるシーンの台詞 「Are you a sponge or a stone?」 は、ロビンソンが若かりし頃にイタリア人監督フランコ・ゼフィレッリに襲われかけた時のものがそのまま使われている。
イギリスやアメリカではカルト的人気を誇る。日本では永らく吉祥寺のバウスシアターで限定的に上映されたのみだったが、2014年5月3日、バウスシアターの閉館に伴ってリバイバル上映された。また、日本国内では初めてのパッケージ化となるDVDおよびBDが2014年11月5日に発売された。

## あらすじ
1969年。ロンドンはカムデン・タウンに住む二人の売れない役者、ウィズネイルと僕。酒とドラッグに溺れる貧乏な毎日に嫌気がさした僕は、ウィズネイルの叔父（モンティ）が持っている田舎のコテージで素敵な休日を送ろうと目論むのだが…。

## キャスト
※括弧内は日本語吹替
- ウィズネイル - リチャード・E・グラント（高橋広樹）
- 僕 - ポール・マッギャン（平川大輔）
- モンティ - リチャード・グリフィス（嶋崎伸夫）
- ダニー - ラルフ・ブラウン（西凜太朗）
- ジェイク - マイケル・エルフィック（英語版）（藤原貴弘）